# Região Geográfica Imediata de Caracaraí

Localização da Região Imediata de Caracaraí em Roraima

A Região Geográfica Imediata de Caracaraí é uma das 4 regiões imediatas do estado brasileiro de Roraima, uma das 2 regiões imediatas que compõem a Região Geográfica Intermediária de Rorainópolis-Caracaraí e uma das 509 regiões imediatas no Brasil, criadas pelo IBGE em 2017. É composta de 2 municípios.